# Westgate (Florida)
Westgate ist  ein census-designated place (CDP) im Palm Beach County im US-Bundesstaat Florida. Das U.S. Census Bureau hat bei der Volkszählung 2020 eine Einwohnerzahl von 8.435 ermittelt.

## Geographie
Westgate grenzt direkt an die Städte West Palm Beach und Haverhill, sowie im Süden an den Palm Beach International Airport. Der CDP wird von den Florida State Roads 704 und 809 tangiert.

## Demographische Daten
Laut der Volkszählung 2010 verteilten sich die damaligen 7975 Einwohner auf 2231 Haushalte. Die Bevölkerungsdichte lag bei 2044,9 Einw./km². 41,2 % der Bevölkerung bezeichneten sich als Weiße, 37,1 % als Afroamerikaner, 0,9 % als Indianer und 1,7 % als Asian Americans. 13,8 % gaben die Angehörigkeit zu einer anderen Ethnie und 5,4 % zu mehreren Ethnien an. 41,6 % der Bevölkerung bestand aus Hispanics oder Latinos.
Im Jahr 2010 lebten in 53,7 % aller Haushalte Kinder unter 18 Jahren sowie 16,0 % aller Haushalte Personen mit mindestens 65 Jahren. 76,5 % der Haushalte waren Familienhaushalte (bestehend aus verheirateten Paaren mit oder ohne Nachkommen bzw. einem Elternteil mit Nachkomme). Die durchschnittliche Größe eines Haushalts lag bei 3,60 Personen und die durchschnittliche Familiengröße bei 3,86 Personen.
36,0 % der Bevölkerung waren jünger als 20 Jahre, 33,6 % waren 20 bis 39 Jahre alt, 21,9 % waren 40 bis 59 Jahre alt und 8,4 % waren mindestens 60 Jahre alt. Das mittlere Alter betrug 28 Jahre. 51,5 % der Bevölkerung waren männlich und 48,5 % weiblich.
Das durchschnittliche Jahreseinkommen lag bei 29.756 $, dabei lebten 35,6 % der Bevölkerung unter der Armutsgrenze.